# Прайд
Пра́йд (от англ. Pride) — семейная стая львов.

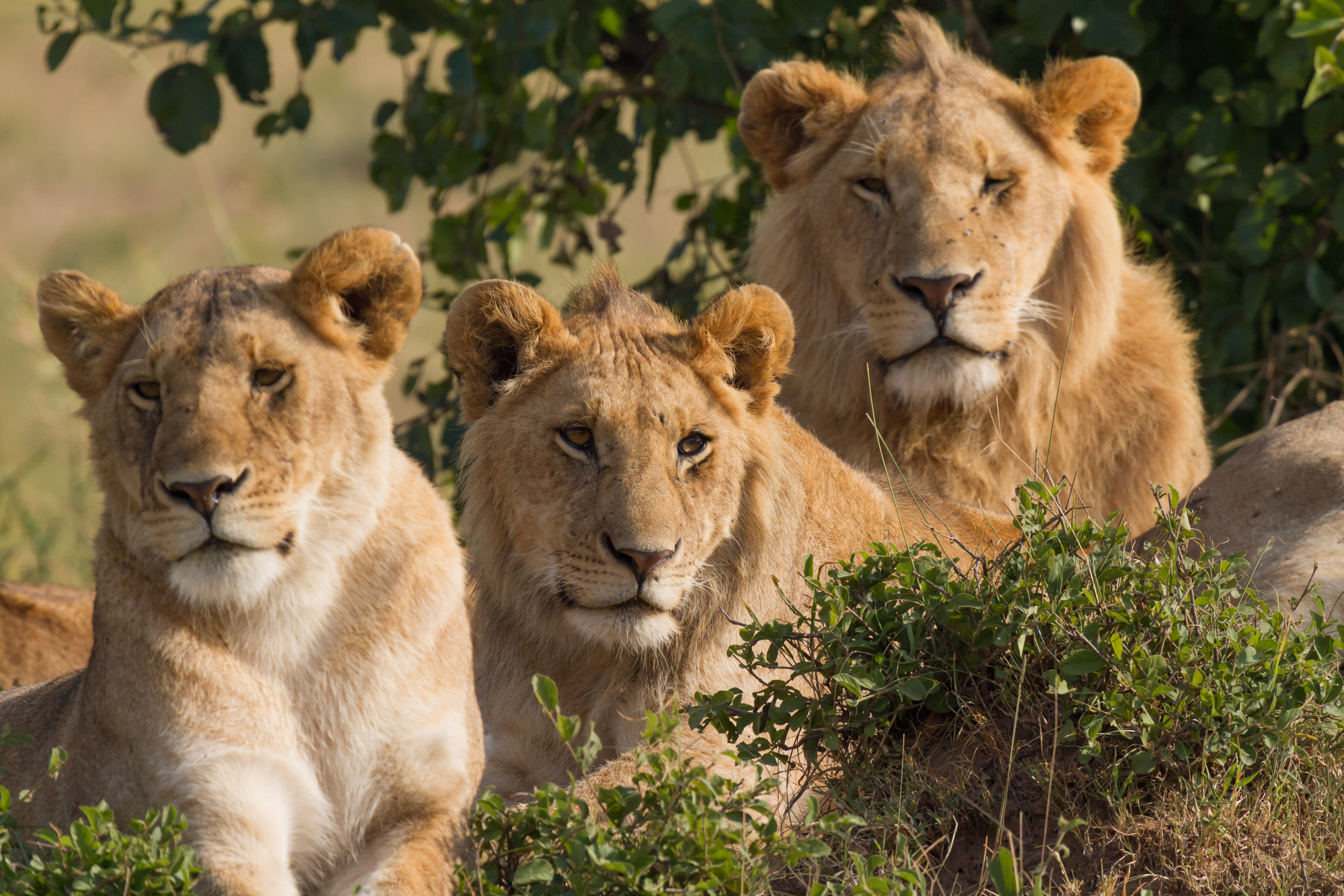
Львиный прайд на отдыхе

Львы являются хищными млекопитающими и живут в семейных группах — прайдах.

## Состав прайда
Прайд состоит из одного или нескольких взрослых самцов (обычно не более 3), нескольких половозрелых самок (гарема самок) и их детенышей (львят обоих полов). Численность прайда может достигать 30—40 животных.
Львята в прайде, как правило, — дети главенствующего в данный момент самца. В случае, если самец изгоняется из прайда более сильным конкурентом, новый вожак стремится уничтожить живущих львят, чтобы склонить самок к новому спариванию.

## Взаимоотношения в прайде
В функции самцов входит только размножение и защита территории, в том числе от других самцов. Охота и воспитание (обучение) детенышей выполняется в основном львицами, однако самцы иногда тоже участвуют в охоте, например, когда надо убить сильную жертву. Все львицы являются родственницами по отношению друг к другу. Молодые самцы по достижении половой зрелости изгоняются из прайда. Самки покидают прайд очень редко. Львы живородящие и этот период длится от 102 до 110 дней, когда с момента беременности проходит 3,5 месяца, незадолго до рождения львят, львица уходит из прайда и создает в одиночку скрытное убежище для львят. Обычно это высокая трава или густые заросли - там и пройдут роды. 
Львы рождаются слепыми. 
В возрасте до 3 месяцев львята начинают ходить и видеть. Если у родной матери нет молока, то её заменит другая самка. 
С рождения львицы облизыванием приучают львят к запаху матери, а после к запаху всего прайда. В возрасте до 10 месяцев львята переходят на питание мясом.
До 1 года львенок ходит на охоту, играет с другими львятами - тем самым обучаясь охотничьему ремеслу, в возрасте 16 месяцев молодой лев способен выжить в одиночку, но обычно остается в прайде до 3 или 4 лет.
Иерархия в прайде выражена слабо: при небольшой добыче первым ест самец; обычно он позволяет детенышам есть вместе с ним. Среди львиц царит равноправие, при этом кормящие львицы кормят и чужих детенышей. На охоте прайд действует сообща, что позволяет им добывать даже очень крупных животных (африканский буйвол, жираф) весом около тонны. Поскольку прайд все время перемещается по занимаемой территории, беременные львицы покидают его перед родами, чтобы найти укрытие и возвращаются в прайд через полтора-два месяца.
Состарившихся и больных львиц прайд долгое время защищает: так, например, если львица не может охотиться из-за повреждений, полученных на охоте, то она допускается к трапезе.

## Взаимоотношения прайдов
У каждого прайда есть своя чётко обозначенная территория. Пометки границ регулярно обновляются по мере их ощутимости. Соседствующие прайды уважают границы друг друга, но молодые львы все равно ежедневно патрулируют собственные земли, чтобы избежать нарушения.

## Охота прайда
Охотничий участок, контролируемый прайдом, может занимать территорию в несколько десятков квадратных километров.

## Изображения

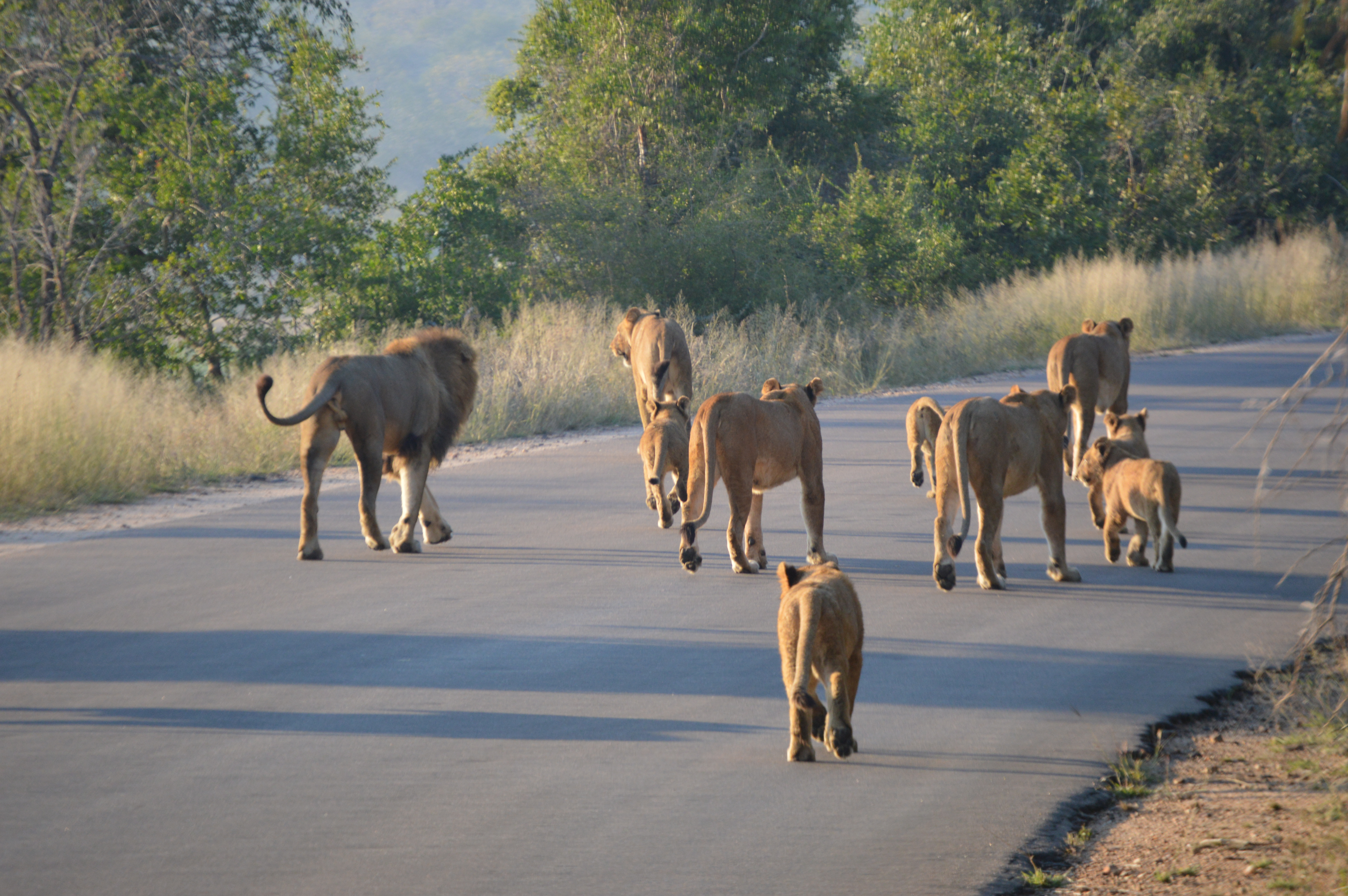
Прайд в составе льва, львиц и львят передвигается по дороге
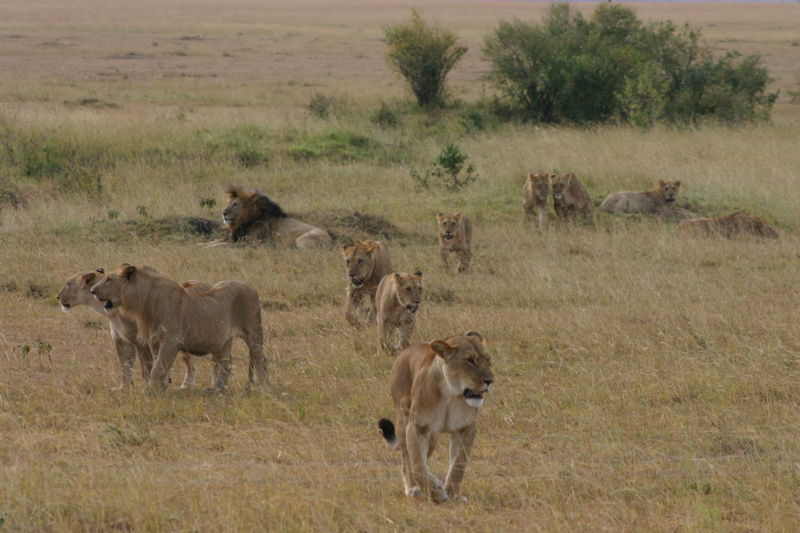
Прайд в составе льва, львиц и львов-подростков в саванне
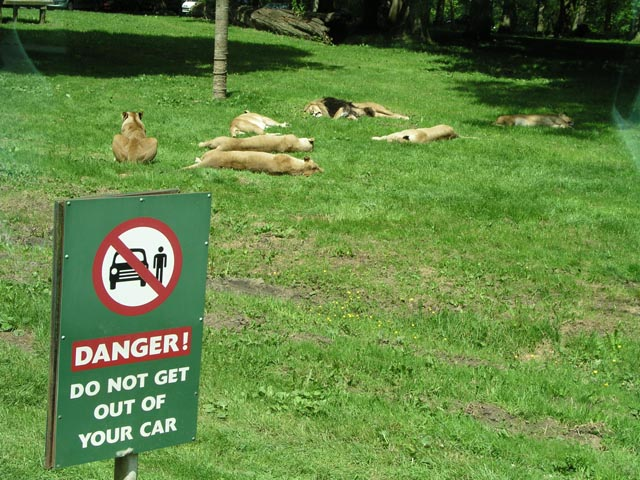
Прайд в составе льва и львиц на отдыхе
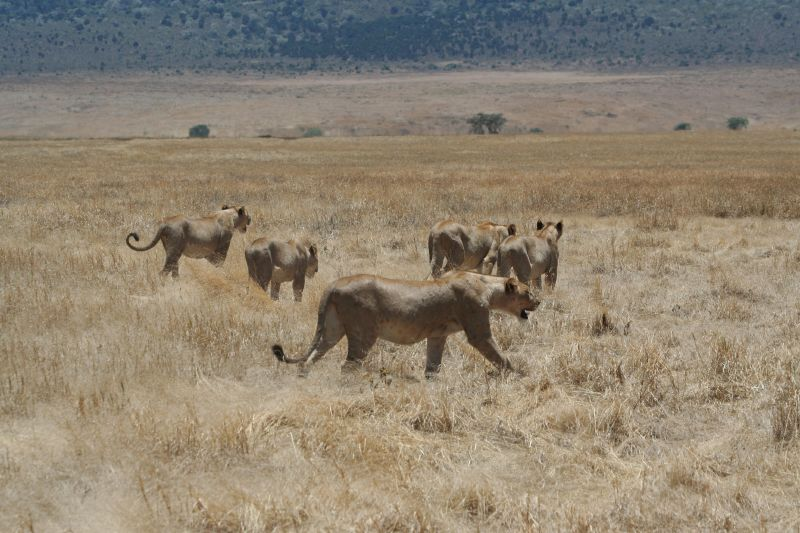
Львицы прайда на охоте
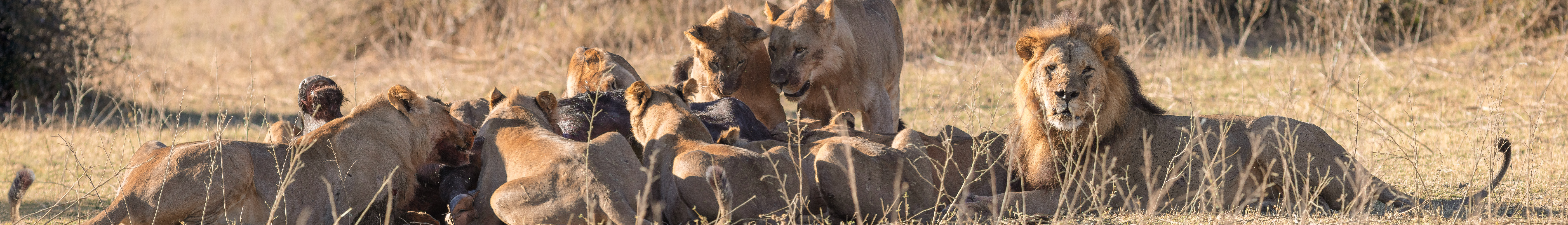
Прайд трапезничает после удачной охоты